# Ryan Bertrand
Ryan Dominic Bertrand (Londres, Inglaterra, Reino Unido, 5 de agosto de 1989), más conocido como Ryan Bertrand, es un exfutbolista inglés que jugaba como defensa y su último equipo fue el Leicester City F. C.

## Trayectoria
Bertrand fue fichado del Gillingham FC en julio de 2005 por el Chelsea FC, el cual pagó al Gillingham una cantidad inicial de 125 000 £. El monto fue fijado por un tribunal y está sujeto a aumentar en función al progreso de Bertrand con el Chelsea.
El 2 de noviembre de 2006, Bertrand fue cedido al AFC Bournemouth durante un mes, debutando al día siguiente en la derrota por 4-2 ante el Swansea City. Bertrand disputó solamente 7 partidos durante su estancia con el Bournemouth antes del regresar al Chelsea. Sin embargo, durante un encuentro con el equipo de reservas, Bertrand sufrió una ruptura de bazo que lo mantuvo fuera de las canchas durante el resto de la temporada 2006-07. Luego, el 20 de agosto de 2007, Bertrand fue cedido al Oldham Athletic hasta enero de 2008. Su debut con el Oldham sería cinco días después, en la derrota por 1-0 frente al Bristol Rovers. En total, Bertrand disputó 24 partidos con el Oldham antes de ser cedido inmediatamente al Norwich City por el resto de la temporada 2007-08, debutando con este equipo en el empate a 1-1 ante el Bury FC el 5 de enero de 2009. Su desempeño con el Norwich fue tal que Bertrand admitió que vería con agrado una estancia más larga en el club. por lo que el 4 de julio de 2008, Bertrand renovó su contrato de préstamo con el Norwich City hasta enero de 2009, con opción a extenderlo hasta el final de la temporada, lo cual finalmente ocurrió el 24 de diciembre de 2008. Durante su estancia con el Norwich, Bertrand disputó 60 partidos.
El 17 de julio de 2009, Bertrand fue cedido en préstamo al Reading FC hasta el final de la temporada 2009-10. Su debut con el Reading sería el 8 de agosto de 2009 en el empate a 0-0 frente al Nottingham Forest, mientras que su primer gol como profesional sería el 10 de marzo de 2010 en la victoria de su equipo por 4-1 sobre el Derby County. Bertrand finalizó la temporada con 51 partidos disputados y un gol anotado con el Reading.
El 17 de julio de 2010, durante la pretemporada del Chelsea, Bertrand debutó con el primer equipo en la victoria por 1-0 ante el Crystal Palace, en donde disputó los 90 minutos. Su segundo partido de la pretemporada sería el 23 de julio de 2010 en la derrota por 3-1 frente al Ajax Ámsterdam, en donde también disputó todo el encuentro.
Sin embargo, el 5 de agosto de 2010, Bertrand fue cedido al Nottingham Forest de la Football League Championship hasta el 3 de enero de 2011. Su debut con el Nottingham sería dos días después, en la derrota por 1-0 ante el Burnley FC. Su segundo partido en la Championship sería el 15 de agosto de 2010 ante el Leeds United, en donde el Nottingham y el Leeds empataron a 1-1. En total, Bertrand disputó 19 partidos durante su préstamo con el Nottingham antes de regresar al Chelsea.
Luego de haber regresado, Bertrand fue promovido al primer equipo, asignándosele el dorsal 34. Bertrand fue llamado a la banca para un partido de FA Cup ante el Everton FC el 19 de febrero de 2011, aunque no logró hacer su debut. En ese encuentro, el Chelsea y el Everton empataron a 1-1, pero fueron los «toffees» los que se impusieron por 4-3 en la tanda de penales, logrando el pase a la siguiente ronda. Su debut oficial con el Chelsea sería hasta el 20 de abril de 2011 en la victoria por 3-1 sobre el Birmingham City, al haber entrado de cambio al minuto 56 por Ashley Cole y en donde asistió a Florent Malouda en la anotación del tercer gol del equipo. El 15 de julio de 2011, Bertrand firmó una extensión de contrato por 4 años, la cual lo mantiene en el club hasta 2015. Luego, el 21 de septiembre de 2011, Bertrand disputó su primer encuentro completo como titular con el Chelsea frente al Fulham FC en la Football League Cup, en donde su equipo se llevó la victoria por 4-3 en penales para así clasificar a la siguiente ronda.
Sorprendentemente y a pesar de no haber jugado ni un partido en liga ni en Champions League jugó el 19 de mayo la final de la Champions League de titular.

## Selección nacional
Bertrand jugó para la selección de Inglaterra sub-17, sub-18, sub-19, sub-20 y sub-21. Con la sub-19, Bertrand disputó el Campeonato Europeo Sub-19 de 2008. Cuando fue promovido a la sub-21, Bertrand desempeñó partidos clasificatorios a la Eurocopa Sub-21 de 2009, aunque al final no fue convocado a la lista final que disputó el campeonato.
El 2 de julio de 2012 fue convocado por la selección de fútbol del Reino Unido para jugar los Juegos Olímpicos de Londres 2012.
El 10 de agosto de 2012 fue convocado con la selección absoluta para jugar un amistoso ante Italia debutó ese mismo día al entrar en sustitución de Leighton Baines. El 8 de octubre de 2012 fue convocado para los partidos ante Polonia y San Marino pertenecientes a la fase de clasificación para el Mundial de Brasil de 2014 aunque finalmente se perdió ambos partidos por culpa de un virus.

### Participaciones en Eurocopas
| Eurocopa      | Sede    | Resultado        | Partidos | Goles |
| ------------- | ------- | ---------------- | -------- | ----- |
| Eurocopa 2016 | Francia | Octavos de final | 1        | 0     |

## Estadísticas

### Clubes
Actualizado al último partido disputado en su carrera.
| Club                                | Div.          | Temporada     | Liga  | Liga  | Copa  | Copa  | Internacional | Internacional | Total | Total |
| Club                                | Div.          | Temporada     | Part. | Goles | Part. | Goles | Part.         | Goles         | Part. | Goles |
| ----------------------------------- | ------------- | ------------- | ----- | ----- | ----- | ----- | ------------- | ------------- | ----- | ----- |
| AFC Bournemouth Inglaterra          | 3.ª           | 2006-07       | 5     | 0     | 2     | 0     | -             | -             | 7     | 0     |
| AFC Bournemouth Inglaterra          | Total club    | Total club    | 5     | 0     | 2     | 0     | -             | -             | 7     | 0     |
| Oldham Athletic A. F. C. Inglaterra | 3.ª           | 2007-08       | 21    | 0     | 3     | 0     | -             | -             | 24    | 0     |
| Oldham Athletic A. F. C. Inglaterra | Total club    | Total club    | 21    | 0     | 3     | 0     | -             | -             | 24    | 0     |
| Norwich City F. C. Inglaterra       | 2.ª           | 2007-08       | 18    | 0     | 2     | 0     | -             | -             | 20    | 0     |
| Norwich City F. C. Inglaterra       | 2.ª           | 2008-09       | 38    | 0     | 2     | 0     | -             | -             | 40    | 0     |
| Norwich City F. C. Inglaterra       | Total club    | Total club    | 56    | 0     | 4     | 0     | -             | -             | 60    | 0     |
| Reading F. C. Inglaterra            | 2.ª           | 2009-10       | 44    | 1     | 7     | 0     | -             | -             | 51    | 1     |
| Reading F. C. Inglaterra            | Total club    | Total club    | 44    | 1     | 7     | 0     | -             | -             | 51    | 1     |
| Nottingham Forest F. C. Inglaterra  | 2.ª           | 2010-11       | 19    | 0     | -     | -     | -             | -             | 19    | 0     |
| Nottingham Forest F. C. Inglaterra  | Total club    | Total club    | 19    | 0     | -     | -     | -             | -             | 19    | 0     |
| Chelsea F. C. Inglaterra            | 1.ª           | 2010-11       | 1     | 0     | -     | -     | -             | -             | 1     | 0     |
| Chelsea F. C. Inglaterra            | 1.ª           | 2011-12       | 7     | 0     | 7     | 0     | 1             | -             | 15    | 0     |
| Chelsea F. C. Inglaterra            | 1.ª           | 2012-13       | 19    | 0     | 10    | 2     | 9             | 0             | 38    | 2     |
| Chelsea F. C. Inglaterra            | 1.ª           | 2013-14       | 1     | 0     | 2     | -     | -             | -             | 3     | 0     |
| Chelsea F. C. Inglaterra            | Total club    | Total club    | 28    | 0     | 19    | 1     | 10            | 0             | 57    | 2     |
| Aston Villa F. C. Inglaterra        | 1.ª           | 2013-14       | 16    | 0     | -     | -     | -             | -             | 16    | 0     |
| Aston Villa F. C. Inglaterra        | Total club    | Total club    | 16    | 0     | -     | -     | -             | -             | 16    | 0     |
| Southampton F. C. Inglaterra        | 1.ª           | 2014-15       | 34    | 2     | 5     | 0     | -             | -             | 39    | 2     |
| Southampton F. C. Inglaterra        | 1.ª           | 2015-16       | 32    | 1     | 2     | 0     | -             | -             | 34    | 1     |
| Southampton F. C. Inglaterra        | 1.ª           | 2016-17       | 28    | 2     | 5     | 1     | 1             | 0             | 34    | 3     |
| Southampton F. C. Inglaterra        | 1.ª           | 2017-18       | 35    | 0     | 5     | 0     | -             | -             | 40    | 0     |
| Southampton F. C. Inglaterra        | 1.ª           | 2018-19       | 24    | 1     | -     | -     | -             | -             | 24    | 1     |
| Southampton F. C. Inglaterra        | 1.ª           | 2019-20       | 32    | 1     | 3     | 0     | -             | -             | 35    | 1     |
| Southampton F. C. Inglaterra        | 1.ª           | 2020-21       | 29    | 0     | 5     | 0     | -             | -             | 34    | 0     |
| Southampton F. C. Inglaterra        | Total club    | Total club    | 214   | 7     | 25    | 1     | 1             | 0             | 240   | 8     |
| Leicester City F. C. Inglaterra     | 1.ª           | 2021-22       | 4     | 0     | 3     | 0     | 4             | 0             | 11    | 0     |
| Leicester City F. C. Inglaterra     | Total club    | Total club    | 4     | 0     | 3     | 0     | 4             | 0             | 11    | 0     |
| Total carrera                       | Total carrera | Total carrera | 407   | 8     | 63    | 3     | 16            | 0             | 485   | 11    |

## Palmarés

### Títulos nacionales
| Título           | Club                 | País       | Año     |
| ---------------- | -------------------- | ---------- | ------- |
| FA Cup           | Chelsea F. C.        | Inglaterra | 2011-12 |
| Community Shield | Leicester City F. C. | Inglaterra | 2021    |

### Títulos internacionales
| Título                       | Club          | Sede      | Año     |
| ---------------------------- | ------------- | --------- | ------- |
| Liga de Campeones de la UEFA | Chelsea F. C. | Múnich    | 2011-12 |
| Liga Europa de la UEFA       | Chelsea F. C. | Ámsterdam | 2012-13 |